# Ayodhyapuri
Ayodhyapuri (nep. अयोध्यापुरी) – gaun wikas samiti w środkowej części Nepalu w strefie Narajani w dystrykcie Chitwan. Według nepalskiego spisu powszechnego z 2001 roku liczył on 2310 gospodarstw domowych i 11804 mieszkańców (5948 kobiet i 5856 mężczyzn).